# Coate
Coate, na Bíblia, é um dos filhos de Levi, ancestral de várias famílias importantes, inclusive, através de seu neto Aarão, dos Sumos Sacerdotes de Israel e dos Cohen.

## Narrativa bíblica
Levi, o terceiro filho de Jacó e Lia, teve três filhos homens, Gérsom, Coate e Merari.
Coate teve quatro filhos homens, Anrão, Jizar, Hebrom e Uziel. Coate viveu 133 anos. Anrão foi o pai de Aarão, Moisés  e Miriã.
Durante a partilha da Terra Prometida pelas tribos de Israel, os filhos  de Aarão reberam, das tribos de Judá, Simeão e Benjamim treze cidades, e os demais filhos de Coate receberam da tribo de Efraim, da tribo de Dã e da meia tribo de Manassés em Basã dez cidades.
Os Sumos Sacerdotes de Israel, assim como os Cohen, são descendentes de Aarão, portanto descendentes de Coate.